# Christian Giantomassi
Christian Giantomassi (* 22. April 1973 in Badia Polesine) ist ein ehemaliger italienischer Boxer und Olympiateilnehmer im Leichtgewicht von 1996.

## Karriere
Christian Giantomassi wurde 1994 Italienischer Meister im Halbweltergewicht und gewann in dieser Gewichtsklasse auch die Silbermedaille beim Multinationen-Turnier in Liverpool; nach Siegen gegen Sean Barrett, Jamie Pagendam und Erik Jensen, verlor er erst im Finale gegen Peter Richardson. Anschließend boxte er im Leichtgewicht weiter. Bei den Weltmeisterschaften 1995 in Berlin schlug er den Usbeken Sadir Taschmatow und den Türken Baba Nedim, ehe er im Viertelfinale gegen den Kubaner Pablo Rojas auf dem fünften Rang ausschied.
1996 gewann er eine Bronzemedaille bei den Europameisterschaften in Vejle. Nach einem Freilos hatte er Ricardo Gomes aus Portugal und Octavian Tsicu aus Moldawien geschlagen, ehe er im Halbfinale gegen Tontscho Tontschew aus Bulgarien ausgeschieden war. Zudem startete er bei den Olympischen Spielen 1996 in Atlanta, verlor aber seinen ersten Kampf knapp gegen den Kirgisen Sergei Kopenkin (11:12).
1997 folgte noch sein Sieg bei der Trofeo Italia, als er im Finale des Halbweltergewichts Mariusz Cendrowski besiegte.
Von 1997 bis 2000 bestritt er 15 Profikämpfe mit 13 Siegen und 2 Niederlagen. Im September 1999 gewann er die Italienische Meisterschaft durch einen K.-o.-Sieg in der zweiten Runde gegen Youssef Belhamra.